# Andy Roddick
Andrew Stephen Roddick (* 30. August 1982 in Omaha, Nebraska) ist ein ehemaliger US-amerikanischer Tennisspieler.
Roddick gestaltete sein Spiel hauptsächlich um seine starke Vorhand, mit der er viele Gewinnschläge erzielte. Seine größte Stärke war jedoch sein Aufschlag (ein Aufschlag von ihm mit 249 km/h war lange Zeit die Rekordmarke). Er gewann bei den US Open 2003 seinen einzigen Grand-Slam-Titel und erreichte vier weitere Finals, die er alle gegen Roger Federer verlor. In seiner zwölf Jahre langen Karriere gewann er 32 Einzel- und 4 Doppeltitel. Für 13 Wochen führte er ab 2003 die Weltrangliste an.
Bis 2004 wurde Roddick von Brad Gilbert trainiert, danach arbeitete er mit dem Davis-Cup-Trainer Dean Goldfine zusammen. Von 2006 bis März 2008 wurde er von Jimmy Connors betreut. Im November 2008 engagierte er Larry Stefanki als Trainer, mit dem er bis zu seinem Karriereende 2012 arbeitete.

## Privatleben
Andy Roddicks Vater Jerry ist Investor, seine Mutter Blanche ist Direktorin der Andy-Roddick-Foundation. Sein Bruder John betreibt eine Tennisakademie in Austin, Texas, und war auch als Profi aktiv, schaffte aber nie den Durchbruch; der älteste Bruder Lawrence arbeitet als Chiropraktiker ebenfalls in Austin.
Seit 2009 ist Andy Roddick mit dem ehemaligen Victoria’s-Secret-Model Brooklyn Decker verheiratet.
2011 spielte er in einem Kinofilm mit. In der US-Komödie Meine erfundene Frau spielte er neben Adam Sandler, seiner Frau und Jennifer Aniston eine kleine Nebenrolle.

## Tenniskarriere

### Bis 2004
Roddick begann seine Profikarriere im Alter von 18 Jahren im Jahr 2000 und beendete sein erstes Profijahr als jüngster Spieler in den Top 200 der Tennisweltrangliste. Das darauf folgende Jahr 2001 beendete er bereits in den Top 20. 2003 gewann er bei den US Open seinen ersten und einzigen Grand-Slam-Titel. Zuvor hatte er bereits die Masters-Turniere in Montréal und Cincinnati gewonnen. Damit ist er neben Patrick Rafter und Rafael Nadal einer von drei Spielern, die die drei wichtigsten Turniere der US-amerikanischen Hartplatzsaison in einer Saison gewinnen konnten. Im selben Jahr führte Roddick (im Alter von 21 Jahren und 2 Monaten) als jüngster US-Amerikaner erstmals die Rangliste und als drittjüngster Spieler (nach Lleyton Hewitt mit 20 Jahren und 8 Monaten und Marat Safin mit 20 Jahren und 10 Monaten) überhaupt an.
2004 schloss sich Roddick dem US-amerikanischen Davis-Cup-Team an, mit dem er neben Mardy Fish und den Doppelspielern Bob und Mike Bryan das Finale erreichte, dann jedoch gegen das spanische Team verlor. 2004 erreichte Andy Roddick das Finale in Wimbledon und unterlag dort dem Schweizer Roger Federer.

### 2005–2006
Das Jahr 2005 begann für Roddick mit einer Halbfinalteilnahme bei den Australian Open. Kurz darauf folgte ein Turniersieg bei den SAP Open in San José. Im gleichen Jahr gewann er in Houston, im Queen’s Club, in Washington und Lyon vier weitere Turniere. Auf sich aufmerksam machte er aber auch beim Masters in Rom, als er bei eigenem Matchball eine fehlerhafte Schiedsrichterentscheidung, die ihm den Sieg gebracht hätte, korrigierte und anschließend doch noch in der dritten Runde ausschied. Dies brachte ihm auch Einträge in die Literatur; wo ihn betreffend von einem Symbol für Integrität gesprochen wird. Dieser Vorgang wird dort „Roddick Choice“ genannt.
Das Jahr 2006 lief für ihn nicht ganz so gut an wie das Vorjahr. Beim ersten Grand-Slam-Turnier der Saison, den Australian Open, erreichte er noch das Achtelfinale. Doch nach einem Erstrundenaus bei den French Open kam Roddick in Wimbledon, wo er im Vorjahr das Finale erreicht hatte, nicht über die dritte Runde hinaus. Auch ein Turniersieg ließ bis zu jenem Zeitpunkt auf sich warten. In dem Jahr gelang es ihm jedoch, seinen Landsmann Jimmy Connors, einen der größten Tennisspieler aller Zeiten, als Berater in sein Team zu holen.
Am 20. August 2006 schlug Roddick im Finale von Cincinnati den Spanier Juan Carlos Ferrero mit 6:3, 6:4 und gewann damit seinen ersten Titel des Jahres. Nur wenige Wochen später, am 10. September 2006, stand er im Finale der US Open. Vor heimischer Kulisse musste sich Roddick in vier Sätzen einmal mehr dem Weltranglistenersten Roger Federer geschlagen geben.

### 2007
Roddick hatte 2007 einen sehr guten Saisonstart. Beim Kooyong Classic, dem Vorbereitungsturnier der Australian Open, schlug er im Finale Federer.
Auch in das erste Grand-Slam-Turnier des Jahres startete Roddick sehr erfolgversprechend. In der dritten Runde besiegte er den Geheimfavoriten Marat Safin in vier Sätzen und danach den an Position 9 gesetzten Kroaten Mario Ančić. Im Halbfinale kam es zu einer Neuauflage des Finales von Kooyong. Federer, der bis zu diesem Zeitpunkt ohne Satzverlust geblieben war, unterstrich seine, bei offiziellen Turnieren, makellose Bilanz und schlug Roddick klar in drei Sätzen.
Nach einer mäßigen Sandplatzsaison gewann Roddick zum Auftakt der Rasensaison zum vierten Mal das Turnier im Queen’s Club. In Wimbledon unterlag er im Viertelfinale Richard Gasquet in fünf Sätzen. Anfang August gewann Roddick das Turnier von Washington. Beim Masters in Montreal unterlag er im Viertelfinale dem späteren Turniersieger Novak Đoković in zwei Sätzen. Eine Woche später konnte Roddick auch den Titel in Cincinnati nicht verteidigen, er verlor im Achtelfinale gegen den Spanier David Ferrer mit 6:7 (4:7) und 4:6. Bei den US Open unterlag er im Viertelfinale erneut Federer in drei Sätzen (6:7, 6:7 und 2:6).
Ende des Jahres gelang Roddick einer der größten Erfolge seiner Karriere. Gemeinsam mit James Blake und einem der besten Doppel, Bob und Mike Bryan, holte er sich mit einem 4:1-Erfolg gegen Titelverteidiger Russland den Davis-Cup-Titel. Nachdem Roddick vor heimischem Publikum in Portland sein Einzel gegen Dmitri Tursunow mit 6:4, 6:4, 6:2 gewonnen hatte, verzichtete er auf einen weiteren Einsatz, da die USA zu diesem Zeitpunkt mit 3:0 bereits uneinholbar in Führung lagen.

### 2008
Der Start ins Jahr 2008 verlief für Roddick zunächst nicht nach Wunsch. Bei den Australian Open musste er sich in der dritten Runde dem Deutschen Philipp Kohlschreiber in fünf Sätzen geschlagen geben. Nach einem hart erkämpften Erfolg über Jürgen Melzer im Eröffnungsmatch des Davis-Cup-Duells zwischen Österreich und den USA konnte Roddick aber bei drei Turnierteilnahmen zwei Titel gewinnen, in San José sowie in Dubai nach Siegen über Rafael Nadal und Novak Đoković. Mit zwei Turniersiegen bis Anfang März war ihm damit der beste Saisonstart seiner Karriere gelungen. Auf dem Turnier in Dubai gab er jedoch die Trennung von seinem Betreuer Jimmy Connors bekannt.

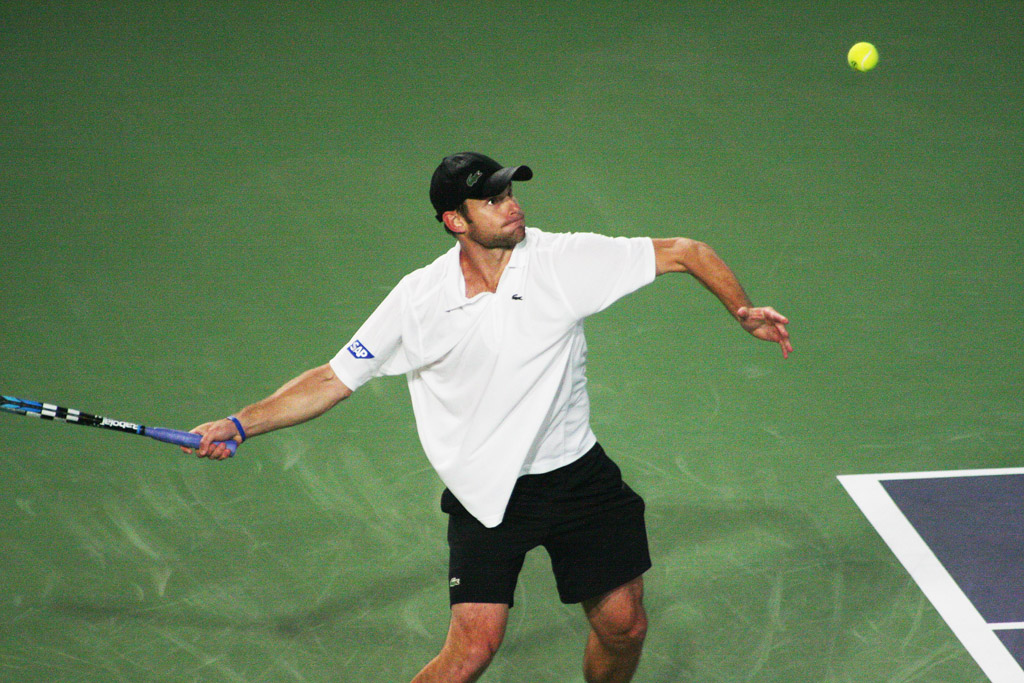
Andy Roddick in Peking 2008

Beim folgenden Masters in Indian Wells scheiterte er in seinem Auftaktspiel an Tommy Haas. Der Amerikaner konnte danach aber mit dem Erreichen der Halbfinals bei den Masters in Miami und Rom wieder seine gewohnte Form zurückgewinnen. In Miami besiegte er im Viertelfinale Roger Federer, gegen den er zuvor elfmal in Folge verloren hatte, mit 7:6, 4:6 und 6:3. Eine Schulterverletzung warf ihn danach jedoch zurück und verhinderte sein Antreten bei den French Open.
Nachdem er seinen Titel im Queen’s Club nicht hatte verteidigen können (Aus im Halbfinale gegen Rafael Nadal), erlitt Roddick in Wimbledon eine Zweitrundenniederlage gegen den Serben Janko Tipsarević (6:7, 7:5, 6:4, 7:6). Zu einem so frühen Zeitpunkt war er bei diesem Turnier noch nie ausgeschieden. Um sich in Ruhe auf die US Open vorbereiten zu können, verzichtete er auf eine Teilnahme an den Olympischen Spielen in Peking und erreichte während dieser Zeit stattdessen das Finale von Los Angeles, wo er dem aufstrebenden Argentinier Juan Martín del Potro unterlag. Bei den US Open kam er ins Viertelfinale, das er gegen die Nummer 3 der Weltrangliste, Novak Đoković, in vier Sätzen verlor. Kurz darauf gelang es Roddick, sich in Peking gegen Dudi Sela den 3. Titel der Saison und 26. Titel seiner Karriere zu holen.

### 2009
Im Februar 2009 machte Roddick dadurch auf sich aufmerksam, dass er als Titelverteidiger seine Teilnahme am ATP-Turnier in Dubai absagte, weil die israelische Spielerin Shahar Peer kein Einreisevisum für das arabische Land erhielt und er der Auffassung war, „dass sich Sport und Politik auf diese Weise nicht vermischen“ sollten. Bei den Australian Open erreichte er das Halbfinale, das er glatt in drei Sätzen gegen Federer verlor. Kurz darauf besiegte Roddick Radek Štěpánek mit 7:5 und 7:5 im Finale von Memphis und gewann damit das Turnier zum zweiten Mal.
In Wimbledon kämpfte sich Roddick durch Siege über Lleyton Hewitt und Andy Murray ins Finale vor und traf dort einmal mehr auf Federer. In einem hart umkämpften Match verlor er nach über vier Stunden schließlich mit 7:5, 6:7, 6:7, 6:3 und 14:16.

### 2010
Das Jahr 2010 begann für Roddick mit dem Turniererfolg über Štěpánek in Brisbane. Bei den Australian Open schied er im Viertelfinale in einem Fünfsatzmatch gegen Marin Čilić aus. Im Februar erreichte er das Finale in San José und unterlag dort Fernando Verdasco. In Indian Wells erreichte er zum ersten Mal seit seinem Sieg in Cincinnati im August 2006 wieder das Finale eines Masters-Turniers. Er unterlag dort Ivan Ljubičić mit 6:7, 6:7. Im direkt folgenden Masters in Miami erreichte er erneut das Finale und besiegte Tomáš Berdych mit 7:5, 6:4. Damit erzielte er seinen fünften Sieg bei einem Turnier der Masters-Kategorie und zog mit Spielern wie Boris Becker, Gustavo Kuerten und Jim Courier gleich. Im Anschluss an diesen Erfolg gestaltete sich die Saison abwechselnd: in Roland Garros erzielte er mit dem Erreichen der dritten Runde das zweitbeste French-Open-Ergebnis seiner Karriere, allerdings musste er in der Rasensaison Rückschläge hinnehmen. Im Queen’s Club scheiterte er im Achtelfinale am Israeli Dudi Sela und die Achtelfinalniederlage in Wimbledon gegen den Taiwaner Lu Yen-hsun war eine der größten Überraschungen des Turniers. Im Sommer wurde bei Roddick das Pfeiffer-Drüsenfieber festgestellt, das ihn auch dazu zwang, das Masters in Toronto abzusagen. Beim Cincinnati Masters konnte er wieder zu seiner Form finden, er scheiterte erst im Halbfinale an Mardy Fish. Kurz zuvor befand sich Roddick zum ersten Mal seit vier Jahren nicht mehr in den Top Ten (und gleichzeitig das erste Mal seit den 70ern auch kein US-Amerikaner mehr). Trotz guter Leistungen während der nordamerikanischen Hartplatzsaison schied er bei den folgenden Turnieren immer früh aus, wobei die Zweitrundenniederlage gegen Janko Tipsarević bei den US Open wohl der bitterste Rückschlag war. Erst in Basel und beim Paris Masters konnte Roddick mit Erreichen des Halb- bzw. Viertelfinales wieder bessere Resultate erzielen. Ende der Saison befand er sich wieder in den Top 8, was ihn für die ATP World Tour Finals 2010 qualifizierte, bei denen er allerdings alle Round-Robin-Spiele verlor.

### 2011
Die Saison 2011 begann für Roddick mit einer Finalteilnahme beim Turnier in Brisbane, wo er sich dem Schweden Robin Söderling geschlagen geben musste und so seinen Titel nicht verteidigen konnte. Bei den Australian Open blieb Roddick mit einer Achtelfinalniederlage gegen Stan Wawrinka ebenfalls unter den Erwartungen. Er steigerte seine Form beim Hallenturnier in Memphis, wo er nach 2002 und 2009 zum dritten Mal den Titel gewinnen konnte; im Finale besiegte er den jungen Kanadier Milos Raonic. Es war Roddicks 30. Einzelerfolg, er zählte damit neben Rafael Nadal und Roger Federer zu den wenigen aktiven Spielern mit mindestens 30 Einzeltiteln. Bei den French Open konnte Roddick aufgrund einer Schulterverletzung nicht antreten. Zum Auftakt der Rasensaison erreichte er beim ATP-Turnier im Queen’s Club das Halbfinale, ehe er gegen Andy Murray glatt mit 3:6 und 1:6 verlor. In Wimbledon scheiterte er in der dritten Runde an Feliciano López. In der Vorbereitung auf die US Open erreichte er in Winston-Salem das Halbfinale. Dennoch fiel Roddick erstmals seit zehn Jahren aus den Top 20 der Weltrangliste. Bei den US Open musste er sich im Viertelfinale Rafael Nadal geschlagen geben. Zum Ende der Saison erreichte Roddick noch einmal das Viertelfinale bzw. die dritte Runde der Masters-Turniere von Shanghai und Paris. Das Kalenderjahr schloss er auf Weltranglistenplatz 14 ab.

### 2012
Im Gegensatz zu 2011 begann Roddick die Saison 2012 erst bei den Australian Open, bei denen er schon in der zweiten Runde gegen Lleyton Hewitt verletzungsbedingt aufgeben musste. Im Februar und März bestritt er insgesamt fünf Hartplatzturniere in den Vereinigten Staaten, kam dabei jedoch nie über das Viertelfinale hinaus. Aufgrund einer Hüftverletzung pausierte er bis Mitte Mai, ehe er für die USA beim World Team Cup in Düsseldorf teilnahm. Dabei gelang ihm kein einziger Sieg, alle drei Einzel gingen ohne Satzgewinn verloren. In Roland Garros schied er bereits in der Auftaktrunde gegen Nicolas Mahut aus. Dies war ihm bei einem Grand-Slam-Turnier zuletzt 2007 widerfahren, ebenfalls bei den French Open. Die Rasensaison verlief jedoch besser. Zwar schied er auch im Queen’s Club schon in der ersten Runde aus, beim Turnier in Eastbourne zog er allerdings ins Finale ein, in dem er Andreas Seppi mit 6:3 und 6:2 bezwang. Es war sein fünfter Titel auf Rasen und sein 31. Karrieretitel. In Wimbledon unterlag Roddick dem Spanier David Ferrer in vier Sätzen. Im Anschluss konnte er seinen zweiten Saisontitel in Atlanta feiern. In drei Sätzen besiegte er im Finale Gilles Müller aus Luxemburg.
Bei den Olympischen Spielen in London trat Roddick sowohl im Einzel als auch im Doppel an. Mit Partner John Isner schied er in der ersten Runde gegen die Brasilianer Marcelo Melo und Bruno Soares aus, im Einzel erreichte er dagegen die zweite Runde. Dort war er gegen Novak Đoković allerdings chancenlos (2:6, 1:6). Zur Vorbereitung auf die US Open nahm Roddick an den Turnieren in Cincinnati und Winston-Salem teil, bei denen er früh ausschied. An seinem 30. Geburtstag gab er im Rahmen der US Open bekannt, dass er im Anschluss an das Turnier seine Karriere beenden werde. Er absolvierte sein letztes Match am 5. September 2012 im Achtelfinale gegen Juan Martín del Potro, gegen den er in vier Sätzen ausschied.

## Spielweise
Roddicks Stärken waren sein Aufschlag, einer der härtesten im damaligen Profitennis, sowie seine Vorhand. Sein Spiel zielte auf schnelle Punktgewinne ab, wobei er meist von der Grundlinie aus agierte. Als Schwachstellen seines Spiels wurde sein Volleyspiel sowie seine Rückhand angesehen. Im Laufe seiner Karriere entwickelte er sich zu einem variableren Spieler, der neben Netzangriffen auch längere Schlagabtausche in sein Spiel aufnahm.

## Leistungsbilanz

### Finalteilnahmen
Einzel
| Anzahl von Turniersiegen und Finalteilnahmen bei unterschiedlichen Turnieren und Platzbelägen |                                 |                      |               |                                 |                             |
|                                                                                               | Siege                           | Siege                |               | Finalteilnahmen                 | Finalteilnahmen             |
|                                                                                               | Turnierkategorien*              | Platzbeläge          |               | Turnierkategorien*              | Platzbeläge                 |
|                                                                                               | Grand Slam (1)                  | Hartplatz (21)       |               | Grand Slam (4)                  | Hartplatz (15)              |
|                                                                                               | ATP World Tour Finals (0)       | Rasen (5)            |               | ATP World Tour Finals (0)       | Rasen (3)                   |
|                                                                                               | ATP World Tour Masters 1000 (5) | Sand (5)             |               | ATP World Tour Masters 1000 (4) | Sand (2)                    |
|                                                                                               | ATP World Tour 500 (5)          | Teppich (1)          |               | ATP World Tour 500 (3)          | Teppich (0)                 |
|                                                                                               | ATP World Tour 250 (21)         |                      |               | ATP World Tour 250 (9)          |                             |
| Detaillierte Darstellung der Turniersiege                                                     |                                 |                      |               |                                 |                             |
| Nr                                                                                            | Datum                           | Turnier              | Platzbelag    | Finalgegner                     | Ergebnis                    |
| 01.                                                                                           | 23. April 2001                  | Atlanta              | Sand          | Xavier Malisse                  | 6:2, 6:4                    |
| 02.                                                                                           | 30. April 2001                  | Houston (1)          | Sand          | Lee Hyung-taik                  | 7:5, 6:3                    |
| 03.                                                                                           | 13. August 2001                 | Washington, D.C. (1) | Hartplatz     | Sjeng Schalken                  | 6:2, 6:3                    |
| 04.                                                                                           | 18. Februar 2002                | Memphis (1)          | Hartplatz     | James Blake                     | 6:4, 3:6, 7:5               |
| 05.                                                                                           | 22. April 2002                  | Houston (2)          | Sand          | Pete Sampras                    | 7:69, 6:3                   |
| 06.                                                                                           | 19. Mai 2003                    | St. Pölten           | Sand          | Nikolai Dawydenko               | 6:3, 6:2                    |
| 07.                                                                                           | 09. Juni 2003                   | Queen’s Club (1)     | Rasen         | Sébastien Grosjean              | 6:3, 6:3                    |
| 08.                                                                                           | 21. Juli 2003                   | Indianapolis (1)     | Hartplatz     | Paradorn Srichaphan             | 7:62, 6:4                   |
| 09.                                                                                           | 04. August 2003                 | Montreal             | Hartplatz     | David Nalbandian                | 6:1, 6:3                    |
| 10.                                                                                           | 11. August 2003                 | Cincinnati (1)       | Hartplatz     | Mardy Fish                      | 4:6, 7:63, 7:64             |
| 11.                                                                                           | 25. August 2003                 | US Open              | Hartplatz     | Juan Carlos Ferrero             | 6:3, 7:62, 6:3              |
| 12.                                                                                           | 09. Februar 2004                | San José (1)         | Hartplatz     | Mardy Fish                      | 7:613, 6:4                  |
| 13.                                                                                           | 22. März 2004                   | Miami (1)            | Hartplatz     | Guillermo Coria                 | 6:72, 6:3, 6:1 aufgg.       |
| 14.                                                                                           | 07. Juni 2004                   | Queen’s Club (2)     | Rasen         | Sébastien Grosjean              | 7:64, 6:4                   |
| 15.                                                                                           | 19. Juli 2004                   | Indianapolis (2)     | Hartplatz     | Nicolas Kiefer                  | 6:2, 6:3                    |
| 16.                                                                                           | 07. Februar 2005                | San José (2)         | Hartplatz     | Cyril Saulnier                  | 6:0, 6:4                    |
| 17.                                                                                           | 18. April 2005                  | Houston (3)          | Sand          | Sébastien Grosjean              | 6:2, 6:2                    |
| 18.                                                                                           | 06. Juni 2005                   | Queen’s Club (3)     | Rasen         | Ivo Karlović                    | 7:67, 7:64                  |
| 19.                                                                                           | 01. August 2005                 | Washington, D.C. (2) | Hartplatz     | James Blake                     | 7:5, 6:3                    |
| 20.                                                                                           | 24. Oktober 2005                | Lyon                 | Teppich (i)   | Gaël Monfils                    | 6:3, 6:2                    |
| 21.                                                                                           | 14. August 2006                 | Cincinnati (2)       | Hartplatz     | Juan Carlos Ferrero             | 6:3, 6:4                    |
| 22.                                                                                           | 11. Juni 2007                   | Queen’s Club (4)     | Rasen         | Nicolas Mahut                   | 4:6, 7:67, 7:62             |
| 23.                                                                                           | 29. Juli 2007                   | Washington, D.C. (3) | Hartplatz     | John Isner                      | 6:4, 7:64                   |
| 24.                                                                                           | 18. Februar 2008                | San José (3)         | Hartplatz     | Radek Štěpánek                  | 6:4, 7:5                    |
| 25.                                                                                           | 03. März 2008                   | Dubai                | Hartplatz     | Feliciano López                 | 6:7, 6:4, 6:2               |
| 26.                                                                                           | 22. September 2008              | Peking               | Hartplatz     | Dudi Sela                       | 6:4, 6:76, 6:3              |
| 27.                                                                                           | 22. Februar 2009                | Memphis (2)          | Hartplatz     | Radek Štěpánek                  | 7:5 7:5                     |
| 28.                                                                                           | 10. Januar 2010                 | Brisbane             | Hartplatz     | Radek Štěpánek                  | 7:62, 7:67                  |
| 29.                                                                                           | 04. April 2010                  | Miami (2)            | Hartplatz     | Tomáš Berdych                   | 7:5 6:4                     |
| 30.                                                                                           | 20. Februar 2011                | Memphis (3)          | Hartplatz (i) | Milos Raonic                    | 7:67, 6:711, 7:5            |
| 31.                                                                                           | 23. Juni 2012                   | Eastbourne           | Rasen         | Andreas Seppi                   | 6:3, 6:2                    |
| 32.                                                                                           | 22. Juli 2012                   | Atlanta              | Hartplatz     | Gilles Müller                   | 1:6, 7:62, 6:2              |
| Detaillierte Darstellung der verlorenen Endspiele                                             |                                 |                      |               |                                 |                             |
| Nr                                                                                            | Datum                           | Turnier              | Platzbelag    | Finalgegner                     | Ergebnis                    |
| 01.                                                                                           | 05. August 2002                 | Toronto (1)          | Hartplatz     | Guillermo Cañas                 | 4:6, 5:7                    |
| 02.                                                                                           | 11. Oktober 2002                | Delray Beach         | Hartplatz     | Davide Sanguinetti              | 6:4, 4:6, 6:4               |
| 03.                                                                                           | 24. Februar 2003                | Memphis (1)          | Hartplatz (i) | Taylor Dent                     | 1:6, 4:6                    |
| 04.                                                                                           | 28. April 2003                  | Houston (1)          | Sand          | Andre Agassi                    | 6:3, 3:6, 4:6               |
| 05.                                                                                           | 19. April 2004                  | Houston (2)          | Sand          | Tommy Haas                      | 3:6, 4:6                    |
| 06.                                                                                           | 04. Juli 2004                   | Wimbledon (1)        | Rasen         | Roger Federer                   | 6:4, 5:7, 6:73, 4:6         |
| 07.                                                                                           | 02. August 2004                 | Toronto (2)          | Hartplatz     | Roger Federer                   | 5:7, 3:6                    |
| 08.                                                                                           | 04. Oktober 2004                | Bangkok              | Hartplatz (i) | Roger Federer                   | 4:6, 0:6                    |
| 09.                                                                                           | 03. Juli 2005                   | Wimbledon (2)        | Rasen         | Roger Federer                   | 2:6, 6:72, 4:6              |
| 10.                                                                                           | 22. August 2005                 | Cincinnati           | Hartplatz     | Roger Federer                   | 3:6, 5:7                    |
| 11.                                                                                           | 24. Juli 2006                   | Indianapolis         | Hartplatz     | James Blake                     | 6:4, 4:6, 6:75              |
| 12.                                                                                           | 11. September 2006              | US Open              | Hartplatz     | Roger Federer                   | 2:6, 6:4, 5:7, 1:6          |
| 13.                                                                                           | 25. Februar 2007                | Memphis (2)          | Hartplatz (i) | Tommy Haas                      | 3:6, 2:6                    |
| 14.                                                                                           | 10. August 2008                 | Los Angeles          | Hartplatz     | Juan Martín del Potro           | 1:6, 6:72                   |
| 15.                                                                                           | 10. Januar 2009                 | Doha                 | Hartplatz     | Andy Murray                     | 2:6, 4:6                    |
| 16.                                                                                           | 05. Juli 2009                   | Wimbledon (3)        | Rasen         | Roger Federer                   | 7:5, 6:76, 6:75, 6:3, 14:16 |
| 17.                                                                                           | 09. August 2009                 | Washington, D.C.     | Hartplatz     | Juan Martín del Potro           | 6:3, 5:7, 6:76              |
| 18.                                                                                           | 14. Februar 2010                | San José             | Hartplatz     | Fernando Verdasco               | 6:3, 4:6, 4:6               |
| 19.                                                                                           | 21. März 2010                   | Indian Wells         | Hartplatz     | Ivan Ljubičić                   | 6:73, 6:75                  |
| 20.                                                                                           | 09. Januar 2011                 | Brisbane             | Hartplatz     | Robin Söderling                 | 3:6, 5:7                    |

Doppel
| Anzahl von Turniersiegen und Finalteilnahmen bei unterschiedlichen Turnieren und Platzbelägen |                                 |               |            |                                 |                                    |                   |
|                                                                                               | Siege                           | Siege         |            | Finalteilnahmen                 | Finalteilnahmen                    |                   |
|                                                                                               | Turnierkategorien*              | Platzbeläge   |            | Turnierkategorien*              | Platzbeläge                        |                   |
|                                                                                               | ATP World Tour Masters 1000 (1) | Hartplatz (3) |            | ATP World Tour Masters 1000 (1) | Hartplatz (3)                      |                   |
|                                                                                               | Olympische Spiele (0)           | Rasen (0)     |            | Olympische Spiele (0)           | Rasen (0)                          |                   |
|                                                                                               | ATP World Tour 500 (0)          | Sand (1)      |            | ATP World Tour 500 (1)          | Sand (1)                           |                   |
|                                                                                               | ATP World Tour 250 (3)          | Teppich (0)   |            | ATP World Tour 250 (2)          | Teppich (0)                        |                   |
| Detaillierte Darstellung der Turniersiege                                                     |                                 |               |            |                                 |                                    |                   |
| Nr.                                                                                           | Datum                           | Turnier       | Platzbelag | Partner                         | Finalgegner                        | Ergebnis          |
| 01.                                                                                           | 12. März 2001                   | Delray Beach  | Hartplatz  | Jan-Michael Gambill             | Thomas Shimada Myles Wakefield     | 6:3, 6:4          |
| 02.                                                                                           | 29. April 2002                  | Houston       | Sand       | Mardy Fish                      | Jan-Michael Gambill Graydon Oliver | 6:4, 6:4          |
| 03.                                                                                           | 24. Juli 2006                   | Indianapolis  | Hartplatz  | Bobby Reynolds                  | Paul Goldstein Jim Thomas          | 6:4, 6:4          |
| 04.                                                                                           | 21. März 2009                   | Indian Wells  | Hartplatz  | Mardy Fish                      | Maks Mirny Andy Ram                | 3:6, 6:1, [14:12] |
| Detaillierte Darstellung der verlorenen Endspiele                                             |                                 |               |            |                                 |                                    |                   |
| Nr.                                                                                           | Datum                           | Turnier       | Platzbelag | Partner                         | Finalgegner                        | Ergebnis          |
| 01.                                                                                           | 30. Juli 2001                   | Los Angeles   | Hartplatz  | Jan-Michael Gambill             | Bob Bryan Mike Bryan               | 5:7, 6:76         |
| 02.                                                                                           | 12. Januar 2004                 | Doha          | Hartplatz  | Stefan Koubek                   | Martin Damm Cyril Suk              | 2:6, 4:6          |
| 03.                                                                                           | 11. Oktober 2009                | Peking        | Hartplatz  | Mark Knowles                    | Bob Bryan Mike Bryan               | 4:6, 2:6          |
| 04.                                                                                           | 15. Mai 2011                    | Rom           | Sand       | Mardy Fish                      | John Isner Sam Querrey             | kampflos          |

### Statistik

#### Einzel
| Turnier                      | 2012              | 2011              | 2010              | 2009              | 2008              | 2007              | 2006              | 2005              | 2004              | 2003              | 2002              | 2001              | 2000              | Gesamt  |
| ---------------------------- | ----------------- | ----------------- | ----------------- | ----------------- | ----------------- | ----------------- | ----------------- | ----------------- | ----------------- | ----------------- | ----------------- | ----------------- | ----------------- | ------- |
| Australian Open              | 2R                | AF                | VF                | HF                | 3R                | HF                | AF                | HF                | VF                | HF                | 2R                | –                 | –                 | 0       |
| French Open                  | 1R                | –                 | 3R                | AF                | –                 | 1R                | 1R                | 2R                | 2R                | 1R                | 1R                | 3R                | –                 | 0       |
| Wimbledon                    | 3R                | 3R                | AF                | F                 | 2R                | VF                | 3R                | F                 | F                 | HF                | 3R                | 3R                | –                 | 0       |
| US Open                      | AF                | VF                | 2R                | 3R                | VF                | VF                | F                 | 1R                | VF                | S                 | VF                | VF                | 1R                | 1       |
| ATP Finals                   | –                 | –                 | RR                | –                 | RR                | HF                | RR                | –                 | HF                | HF                | –                 | –                 | –                 | 0       |
| Indian Wells Masters         | 3R                | AF                | F                 | HF                | 2R                | HF                | AF                | HF                | VF                | VF                | –                 | –                 | –                 | 0       |
| Miami Masters                | AF                | 2R                | S                 | VF                | HF                | VF                | VF                | 2R                | S                 | 3R                | 2R                | VF                | 2R                | 2       |
| Monte Carlo Masters          | –                 | –                 | –                 | –                 | –                 | –                 | –                 | –                 | –                 | 1R                | AF                | –                 | –                 | 0       |
| Madrid Masters               | –                 | 1R                | –                 | VF                | AF                | –                 | AF                | 2R                | –                 | AF                | 2R                | n. a.             | n. a.             | 0       |
| Rom Masters                  | –                 | 1R                | –                 | –                 | HF                | AF                | VF                | AF                | 1R                | 2R                | HF                | –                 | –                 | 0       |
| Hamburg Masters1             | nicht ausgetragen | nicht ausgetragen | nicht ausgetragen | nicht ausgetragen | –                 | –                 | –                 | 1R                | –                 | 2R                | –                 | –                 | –                 | 0       |
| Kanada Masters               | –                 | –                 | –                 | HF                | AF                | VF                | –                 | 1R                | F                 | S                 | F                 | VF                | –                 | 1       |
| Cincinnati Masters           | 1R                | 1R                | HF                | 2R                | –                 | AF                | S                 | F                 | HF                | S                 | VF                | 1R                | 1R                | 2       |
| Shanghai Masters             | –                 | VF                | 2R                | 2R                | nicht ausgetragen | nicht ausgetragen | nicht ausgetragen | nicht ausgetragen | nicht ausgetragen | nicht ausgetragen | nicht ausgetragen | nicht ausgetragen | nicht ausgetragen | 0       |
| Stuttgart Masters3           | nicht ausgetragen | nicht ausgetragen | nicht ausgetragen | nicht ausgetragen | nicht ausgetragen | nicht ausgetragen | nicht ausgetragen | nicht ausgetragen | nicht ausgetragen | nicht ausgetragen | nicht ausgetragen | –                 | –                 | 0       |
| Paris Masters                | –                 | AF                | VF                | –                 | VF                | –                 | –                 | HF                | AF                | HF                | VF                | 2R                | –                 | 0       |
| Olympische Spiele            | 2R                | nicht ausgetragen | nicht ausgetragen | nicht ausgetragen | –                 | nicht ausgetragen | nicht ausgetragen | nicht ausgetragen | AF                | nicht ausgetragen | nicht ausgetragen | nicht ausgetragen | –                 | 0       |
| Davis Cup                    | –                 | VF                | –                 | VF                | HF                | S                 | HF                | 1R                | F                 | PO                | HF                | 1R                | –                 | 1       |
| Turnierteilnahmen4           | 15                | 16                | 18                | 16                | 19                | 17                | 18                | 19                | 20                | 23                | 22                | 19                | 5                 | 227     |
| Erreichte Finals             | 2                 | 2                 | 4                 | 4                 | 4                 | 3                 | 3                 | 7                 | 8                 | 8                 | 4                 | 3                 | 0                 | 52      |
| Gewonnene Einzel-Titel       | 2                 | 1                 | 2                 | 1                 | 3                 | 2                 | 1                 | 5                 | 4                 | 6                 | 2                 | 3                 | 0                 | 32      |
| Hartplatz-Siege/-Niederlagen | 15:9              | 27:12             | 42:12             | 35:11             | 40:12             | 38:11             | 36:10             | 30:9              | 57:11             | 44:10             | 34:11             | 23:10             | 4:5               | 426:138 |
| Sand-Siege/-Niederlagen      | 0:4               | 2:2               | 2:1               | 4:2               | 4:3               | 5:3               | 5:6               | 10:3              | 5:5               | 12:6              | 14:7              | 12:1              | 0:0               | 75:43   |
| Rasen-Siege/-Niederlagen     | 8:3               | 5:2               | 4:2               | 9:2               | 3:2               | 7:2               | 7:2               | 11:1              | 11:1              | 10:1              | 4:2               | 5:3               | 0:0               | 86:22   |
| Teppich-Siege/-Niederlagen   | nicht genutzt     | nicht genutzt     | nicht genutzt     | nicht genutzt     | 2:1               | 1:2               | 1:2               | 1:1               | 1:1               | 6:2               | 4:2               | 2:2               | 0:0               | 25:10   |
| Gesamt-Siege/-Niederlagen4   | 23:16             | 34:16             | 48:15             | 48:15             | 49:18             | 54:16             | 49:20             | 59:14             | 74:18             | 72:19             | 56:22             | 42:16             | 4:5               | 612:213 |
| Jahresendposition            | 39                | 14                | 8                 | 7                 | 8                 | 6                 | 6                 | 3                 | 2                 | 1                 | 10                | 14                | 156               | N/A     |

Zeichenerklärung: S = Turniersieg; F, HF, VF, AF = Einzug ins Finale / Halbfinale / Viertelfinale / Achtelfinale; 1R, 2R, 3R = Ausscheiden in der 1. / 2. / 3. Hauptrunde; RR = Round Robin (Gruppenphase);
PO = Playoff (Auf- und Abstiegsrunde in der Davis-Cup-Weltgruppe); n. a. = Turnier wurde in dem Jahr nicht ausgetragen
1 Das Turnier von Hamburg ist seit 2009 nicht mehr Teil der Masters-Serie.

2 Das Turnier von Stockholm fand nur von 1990 bis 1995 als Masters-Turnier statt

3 Das Turnier von Stuttgart fand 1995 einmal in Essen statt und war davor nicht Teil der Masters-Serie

4 Hier gelten nur – wie auch bei bei Finalteilnahmen und gewonnenen Titeln – Turniere der ATP Tour sowie die vier Grand-Slam-Turniere und die ATP Finals; d. h. keine Challenger- und Future-Turniere oder Mannschaftswettbewerbe (Davis Cup oder World Team Cup).
4 Letztere zählen jedoch in den Sieg/Niederlagen-Statistiken rein. Kurzfristige Rücktritte vom Match zählen weder zu den Turnierteilnahmen (wenn in der ersten Runde) noch zur Siegesbilanz.

## Auszeichnungen
Andy Roddick wurde 2017 in die International Tennis Hall of Fame aufgenommen.

## Sonstiges
In der im September 2021 erschienenen Netflix-Dokumentation „Untold: Breaking Point“, die die Angststörungen von Mardy Fish thematisiert, erzählt Roddick über seine enge Freundschaft zu Fish und gibt auch Einblicke in seine eigene Karriere. Seit Januar 2024 betreibt er den Podcast „Served with Andy Roddick“.